# Amaya Echevarría Icaza
Amaya Echevarria Icaza (Bilbao) és una metgessa espanyola presidenta de Novartis des de 2025 quan succeí a Jesús Ponce. Esdevingué la primera dona en liderar la filial espanyola de l'empresa farmacèutica. Anteriorment fou directora general a Suïssa i Àustria, i va liderar diferents projectes en àrees terapeutiques en VIH, hematologia i oncologia.
El 2025 fou inclosa a la llista Forbes de les 100 dones més influents de Catalunya.